# Association d'aide à la recherche d'emploi
 (novembre 2014).
Si vous disposez d'ouvrages ou d'articles de référence ou si vous connaissez des sites web de qualité traitant du thème abordé ici, merci de compléter l'article en donnant les références utiles à sa vérifiabilité et en les liant à la section « Notes et références ».
Les associations d'aide à la recherche d'emploi sont des dispositifs qui aident, dans un laps de temps de six mois à un an, les chômeurs à intégrer le marché de l'emploi. Inventés en Amérique, ces dispositifs sont largement implantés aux États-Unis, au Canada, et en France. Ces associations proposent de travailler sur les attitudes et la psychologie des chercheurs d'emploi. Ce sont des organisations qui offrent des activités structurées dans le cadre de groupes dont la mission est d'assister chaque membre à intégrer le marché du travail.
Les clubs de recherche d'emploi furent inventés dans les années 1970, par Nathan Azrin, un psychologue américain. Il a étudié les facteurs psychologiques de la réussite sur le marché de l'emploi. À la suite de ces études, il a constaté que les personnes qui réussissent adoptent une approche commerciale de leurs compétences. Par ailleurs, ils approchent essentiellement le marché informel de l'emploi en exploitant leur réseau personnel.
Dans la pratique, les associations d'aide à la recherche d'emploi se présentent comme des lieux où un groupe de 10 personnes, encadré par des formateurs, travaille ensemble à chercher un emploi. Ces personnes suivent un programme précis incluant : un bilan comportemental, l'aide à l'élaboration d'un projet professionnel et du curriculum vitæ, l'activation du réseau personnel par des techniques de prospection téléphonique, et des simulations d'entretien d'embauche.
Depuis 25 ans, ces associations ont démontré un taux de succès de plus de 90 %.